# Второй дивизион Королевской испанской футбольной федерации
Второй дивизион Королевской испанской футбольной федерации (исп. Segunda División RFEF; с июля 2022 года — Segunda Federación), также известный как Второй дивизион RFEF, ранее был известен как Сегунда Б  (исп. Segunda División B) — четвёртый по значимости дивизион в системе футбольных лиг Испании после Примеры, Сегунды и Первого дивизиона RFEF.
Дивизион Сегунда Б был образован в 1929 году, но после одного сезона прекратил своё существование, однако был возрождён как третий испанский дивизион в 1977 году.
Данный дивизион включает себя 90 команд, которые разбиты на пять групп (18 команд в каждой). Он управляется Королевской испанской футбольной федерацией.

## История
Термин «Сегунда Дивизион B» впервые был использован во время проведения первого сезона чемпионата Испании в 1929 году. Он был использован для обозначения третьего уровня команд после «Примеры» и «Сегунды А». После первого сезона (1929en) «Сегунду B» заменил третий дивизион «Терсера». В 1977 году «Сегунда B» была возрождена, заменив в качестве третьей лиги «Терсеру», ставшую четвертым дивизионом Испании. С 1977/78 года по 1985/86 год лига состояла из двух групп, в сезоне 1986/87 была одна группа, в которой выступали 22 команды. Современный формат «Сегунда B» приобрела начиная с сезона 1987/88 — 4 группы, в каждой из которых по 20 команд.

## Настоящий формат
Второй дивизион RFEF в настоящее время включает в себя 90 команд, которые разбиты на пять групп (18 команд в каждой). Чемпион каждый группы автоматически получает повышение в классе (переход в Первый дивизион RFEF. Команды каждой группы, занявшие 2-5 места, квалифицируются в раунд плей-офф, где пять из 20 участвующих клубов также получают повышение в статусе. Однако резервные команды имеют право на повышение, только если их главные команды принимают участие в дивизионе выше. Команды каждой группы, занявшие пять последних мест, выбывают в Третий дивизион RFEF. Также, пять команд, занявшие 13 место в каждой группе, играют в плей-офф на выбывание.

## Требования к игрокам
Каждая команда может иметь в своём составе 22 игрока с двумя ограничениями:
- Максимум 16 игроков старше 23 лет[1].
- Минимум 10 игроков с профессиональным контрактом[2].

## Участники сезона 2018/2019
| Группа 1 | Группа 2 | Группа 3 | Группа 4 |
| --- | --- | --- | --- |
| - Атлетико Мадрид Б - Бургос - Гихуэло - Депортиво Фабриль - Интернасьональ - Корухо - Культураль Леонеса - Лас-Пальмас Атлетико - Навалькарнеро - Понтеведра - Понферрадина - Рапидо де Боузас - Реал Вальядолид Б - Реал Мадрид Кастилья - Саламанка - Сан-Себастьян-де-лос-Рейес - Сельта Б - Унион Адарве - Унионистас - Фуэнлабрада | - Аморебьета - Аренас - Баракальдо - Бильбао Атлетик - Витория - Герника - Исарра - Калаорра - Культураль Дуранго - Лангрео - Лехона - Логроньес - Мирандес - Расинг Сантандер - Реал Овьедо Б - Реал Сосьедад Б - Реал Унион - Спортинг Хихон Б - Туделано - Химнастика Торрелавега | - Алькояно - Атлетико Балеарес - Атлетико Леванте - Бадалона - Барселона Б - Валенсия Месталья - Вильярреал Б - Кастельон - Конкенсе - Корнелья - Льейда Эспортиу - Олот - Онтеньенте - Пералада - Сабадель - Теруэль - Эбро - Эркулес - Эспаньол Б - Эхеа | - Альмерия Б - Атлетико Малагеньо - Атлетико Санлукеньо - Бадахос - Вильяновенсе - Гранада Б - Дон-Бенито - Ивиса - Картахена - Линенсе - Марбелья - Мелилья - Реал Мурсия - Рекреативо - Сан-Фернандо - Севилья Атлетико - Талавера-де-ла-Рейна - УКАМ Мурсия - Хумилья - Эль-Эхидо |

## Чемпионы
Начиная с сезона 2008/2009 проводятся игры плей-офф. Два победителя полуфиналов выявляют чемпиона сезона в финале.
| Чемпион сезона | Финалист плей-офф |

| Чемпионат | Группа 1           | Группа 2           | Группа 3          | Группа 4    |
| --------- | ------------------ | ------------------ | ----------------- | ----------- |
| 1977/78   | Расинг (Ферроль)   | АД Альмерия        |                   |             |
| 1978/79   | Паленсия           | Леванте            |                   |             |
| 1979/80   | Линарес            | Баракальдо         |                   |             |
| 1980/81   | Сельта             | Мальорка           |                   |             |
| 1981/82   | Барселона Б        | Херес              |                   |             |
| 1982/83   | Бильбао Атлетик    | Гранада            |                   |             |
| 1983/84   | Сабадель           | Лорка              |                   |             |
| 1984/85   | Сестао             | Райо Вальекано     |                   |             |
| 1985/86   | Фигерас            | Херес              |                   |             |
| 1986/87   | Тенерифе           |                    |                   |             |
| 1987/88   | Эйбар              | Реал Сарагоса      | Саламанка         | Альсира     |
| 1988/89   | Бильбао Атлетик    | Паламос            | Атлетико Мадрид Б | Леванте     |
| 1989/90   | Реал Авилес        | Лерида             | Альбасете         | Ориуэла     |
| 1990/91   | Кастилья           | Расинг             | Бадахос           | Барселона Б |
| 1991/92   | Саламанка          | Сант-Андреу        | Картахена         | Марбелья    |
| 1992/93   | Саламанка          | Алавес             | Реал Мурсия       | Лас-Пальмас |
| 1993/94   | Саламанка          | Алавес             | Граменет          | Эстремадура |
| 1994/95   | Расинг (Ферроль)   | Алавес             | Леванте           | Кордова     |
| 1995/96   | Лас-Пальмас        | Спортинг Б         | Леванте           | Реал Хаэн   |
| 1996/97   | Спортинг Б         | Ауррера де Витория | Химнастик         | Кордова     |
| 1997/98   | Касереньо          | Баракальдо         | Барселона Б       | Малага      |
| 1998/99   | Хетафе             | Культураль Леонеса | Леванте           | Мелилья     |
| 1999/00   | Универсидад        | Химнастика         | Гандиа            | Гранада     |
| 2000/01   | Атлетико Мадрид Б  | Бургос             | Граменет          | Кадис       |
| 2001/02   | Баракальдо         | Барселона Б        | Кастилья          | Мотриль     |
| 2002/03   | Универсидад        | Реал Унион         | Кастельон         | Альхесирас  |
| 2003/04   | Понтеведра         | Атлетико Мадрид Б  | Лерида            | Лансароте   |
| 2004/05   | Кастилья           | Понферрадина       | Аликанте          | Севилья Б   |
| 2005/06   | Универсидад        | Саламанка          | Бадалона          | Картахена   |
| 2006/07   | Понтеведра         | Эйбар              | Аликанте          | Севилья Б   |
| 2007/08   | Райо Вальекано     | Понферрадина       | Жирона            | Эсиха       |
| 2008/09   | Реал Унион         | Картахена          | Алькояно          | Кадис       |
| 2009/10   | Понферрадина       | Алькоркон          | Сант-Андреу       | Гранада     |
| 2010/11   | Луго               | Эйбар              | Сабадель          | Реал Мурсия |
| 2011/12   | Кастилья           | Мирандес           | Атлетико Балеарес | Кадис       |
| 2012/13   | Тенерифе           | Алавес             | Оспиталет         | Реал Хаэн   |
| 2013/14   | Расинг (Сантандер) | Сестао Ривер       | Льягостера        | Альбасете   |
| 2014/15   | Реал Овьедо        | Уэска              | Химнастик         | Кадис       |
| 2015/16   | Расинг (Сантандер) | Кастилья           | Реус Депортиу     | УКАМ Мурсия |
| 2016/17   | Культураль Леонеса | Альбасете          | Барселона Б       | Лорка       |
| 2017/18   | Райо Махадаонда    | Мирандес           | Мальорка          | Картахена   |
| 2018/19   | Фуэнлабрада        | Расинг (Сантандер) | Атлетико Балеарес | Рекреативо  |

## Бомбардиры по сезонам
Голы в плей-офф не учитываются.
| Сезон   | Игрок                | Клуб                   | Голы |
| ------- | -------------------- | ---------------------- | ---- |
| 1982/83 | Рикардо Арриен       | Бильбао Атлетик        | 22   |
| 1982/83 | Агустин Ласаоса      | Тенерифе               | 22   |
| 1983/84 | Пепе Мель            | Алькала                | 30   |
| 1984/85 | Рамон Маске          | Химнастик Таррагона    | 20   |
| 1985/86 | Антонио Куэвас       | Фигерас                | 25   |
| 1986/87 | Маноло Муньос        | Гранада                | 30   |
| 1987/88 | Хавьер Эскайч        | Химнастик Таррагона    | 25   |
| 1988/89 | Хуан Карлос де Диего | Атлетико Мадриленьо    | 33   |
| 1989/90 | Мариано Аскона       | Лерида                 | 26   |
| 1989/90 | Педро Корбалан       | Альбасете              | 26   |
| 1990/91 | Хуан Гомес           | Алькояно               | 24   |
| 1991/92 | Адриано Гарсия       | Вильярреал             | 24   |
| 1992/93 | Эдуардо Родригес     | Эркулес                | 32   |
| 1993/94 | Хулио Энгонга        | Химнастика Торрелавега | 28   |
| 1994/95 | Хави Прендес         | Реал Авилес            | 24   |
| 1994/95 | Хосе Луис Гарсон     | Сабадель               | 24   |
| 1995/96 | Эстефан Хулиа        | Сант-Андреу            | 23   |
| 1996/97 | Иван Росадо          | Рекреативо             | 25   |
| 1997/98 | Кини                 | Талавера               | 26   |
| 1998/99 | Чанги                | Понтеведра             | 21   |
| 1999/00 | Чили                 | Химнастика Торрелавега | 31   |
| 2000/01 | Кико Рэй             | Оренсе                 | 22   |
| 2000/01 | Эгойц Сукиа          | Беасайн                | 22   |
| 2001/02 | Аруна Бабангида      | Барселона Б            | 23   |
| 2001/02 | Давид Пратс          | Матаро                 | 23   |
| 2002/03 | Кико Лакаса          | Депортиво Алавес Б     | 22   |
| 2003/04 | Паулино Мартинес     | Культураль Леонеса     | 21   |
| 2004/05 | Кепа Бланко          | Севилья Б              | 23   |
| 2005/06 | Иньиго Диас де Церио | Реал Сосьедад Б        | 24   |
| 2006/07 | Юри де Соуза         | Понтеведра             | 24   |
| 2006/07 | Хави Морено          | Кордова                | 24   |
| 2007/08 | Беккио Лучано        | Мерида                 | 22   |
| 2008/09 | Тарик Специ          | Пуэртояно              | 24   |
| 2009/10 | Айрам Лопес          | Тенерифе Б             | 27   |
| 2010/11 | Микель Арруабаррена  | Леганес                | 21   |
| 2011/12 | Хесус Перера         | Атлетико Балеарес      | 23   |
| 2012/13 | Аридане Сантана      | Тенерифе               | 25   |
| 2013/14 | Хоселу Гомес         | Компостела             | 30   |
| 2014/15 | Мигель Линарес       | Реал Овьедо            | 28   |
| 2015/16 | Мариано Диас         | Реал Мадрид Кастилья   | 25   |
| 2016/17 | Борха Иглесиас       | Сельта Б               | 32   |
| 2017/18 | Энрик Гальего        | Корнелья / Эстремадура | 27   |
| 2018/19 | Асьер Вильялибре     | Бильбао Атлетик        | 23   |

## Рекорды
По состоянию на конец сезона 2018/2019.
Наибольшее количество сезонов
- 34 — Баракальдо
- 34 — Культураль Леонеса
- 34 — Понтеведра

Наибольшее количество очков
- 1 830 — Баракальдо (1,42 в среднем за игру)
- 1 764 — Культураль Леонеса (1,37)
- 1 677 — Мелилья (1,38)

Наибольшее количество матчей
- 1 296 — Понтеведра (38,12 в среднем за сезон)
- 1 292 — Баракальдо (38,00)
- 1 290 — Культураль Леонеса (37,94)

Наибольшее количество побед
- 527 — Баракальдо (40,79 %)
- 516 — Культураль Леонеса (40,00 %)
- 502 — Понтеведра (38,73 %)

Наибольшее количество ничьих
- 399 — Баракальдо (30,88 %)
- 396 — Культураль Леонеса (30,70 %)
- 382 — Мелилья (31,52 %)

Наибольшее количество поражений
- 433 — Реал Сосьедад Б (34,42 %)
- 432 — Понтеведра (33,33 %)
- 428 — Осасуна Б (36,33 %)

Наибольшее количество забитых мячей
- 1 613 — Культураль Леонеса (1,25 в среднем за игру)
- 1 586 — Понтеведра (1,22)
- 1 555 — Баракальдо (1,20)

Наибольшее количество пропущенных мячей
- 1 413 — Понтеведра (1,09 в среднем за игру)
- 1 361 — Реал Сосьедад Б (1,08)
- 1 356 — Спортинг Хихон Б (1,23)

Большинство попаданий в плей-офф
- 10 — Реал Хаэн

Наибольшее количество выходов в Сегунду
- 5 — Барселона Б

Посещаемость
- 57 236 — Реал Мадрид Кастилья — Конкенсе (на «Сантьяго Бернабеу» 26 июня 2005 года)[3]

Самая крупная домашняя победа
- Эстремадура 12:0 Расинг Портуэнсе (2 мая 1993 года)
- Барселона Б 12:0 Эльденсе (1 апреля 2017 года)

Самая крупная гостевая победа
- Даймьель 0:8 Хетафе (1 мая 1988 года)
- Исла Кристина 0:8 Полидепортиво Альмерия (7 февраля 1999 года)